# Bridal Veil Falls (Hawke’s Bay)
Die Bridal Veil Falls sind ein Wasserfall im Gebiet des Te Urewera der Region Hawke’s Bay auf der Nordinsel Neuseelands. Er liegt im Lauf des Aniwaniwa Stream, der einige hundert Meter hinter dem Wasserfall in den Lake Waikaremoana mündet. Seine Fallhöhe beträgt rund 15 Meter. In unmittelbarer Umgebung befinden sich die bekannteren Aniwaniwa Falls und Papakorito Falls.
Gemeinsam mit den Aniwaniwa Falls erschließt sich der Wasserfall durch einen etwa halbstündigen Rundweg, den Hinerau Track, ausgehend vom Visitor Centre am New Zealand State Highway 38 von Wairoa nach Wai-O-Tapu.